# 真壁氏

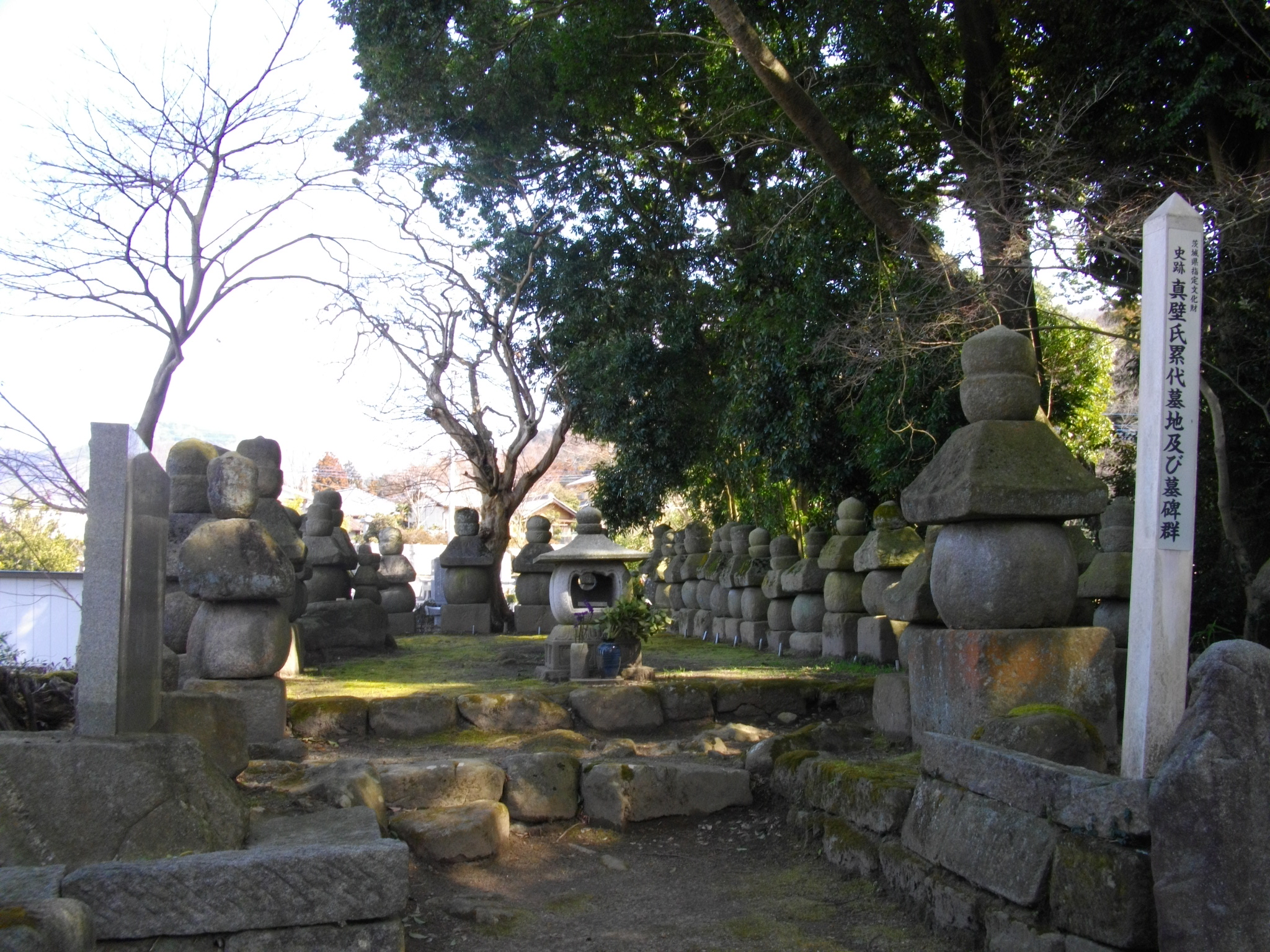
真壁氏累代墓地および墓碑群（茨城県桜川市）

真壁氏（まかべし）は、常陸国真壁郡に栄えた武家。本姓・家系は桓武平氏の一門平繁盛の流れをくむ大掾氏（多気氏）の流れを汲み、多気直幹の四男・長幹を祖とする。通字は「幹」（もと）。

## 歴史
真壁氏はもともと常陸平氏の宗族であり常陸国府の有力在庁官人であった大掾氏を祖とする一族である。祖とされる真壁長幹が多気氏の四男であり、分家するにあたり真壁郡に領地を得、真壁城を築城し、次第に真壁郡を中心として真壁氏の勢力基盤が形成されるようになった。ただし、常陸平氏以外の真壁氏も存在したらしく、『吾妻鏡』正治2年2月6日条に登場する「真壁紀内」は紀姓真壁氏で内舎人を務めた人物と比定されている。
源頼朝が東国において自立した際、当初は積極的な関与をしなかったものの、後にこれに臣従。真壁郡の大半を占める真壁荘地頭に任じられ、御家人として活動するようになった。ただし、真壁荘自体は平家没官領から関東御領に組み入れられた後に北半分は鹿島神宮に寄進されたと考えられており、預所には幕府官人の三善康清が任じられるなど、真壁氏の支配には大きな制約が加えられた。また、南半分は国衙領に編入されて真壁氏が地頭を務め、少なくても鎌倉時代末期まで真壁荘は関東御領であった北部「庄領」と国衙領であった南部「公領」から成り立っていた。
長幹の後を継いだ真壁友幹は後妻に加藤景廉の娘を迎え、彼女所生の子は生母から美濃国小木曾荘の地頭職を継いで美濃真壁氏を起こした。その後、安達氏を介して北条得宗家や三善氏に代わって預所となった二階堂氏との関係を強める方向を取ったと推定されるが、霜月騒動で裏目に出て得宗家に真壁荘の一部を奪われている。さらに元弘の乱では幕府側にあり、中先代の乱でも北条時行に呼応したためにさらなる所領の没収を受けた形で南北朝時代を迎えることになる。
当初、真壁氏は南朝方にくみし、北朝方の佐竹氏と対抗関係にあったが、後に北朝方に転じて、足利尊氏より真壁郡9郷の地頭職を本領安堵されたという。しかし、真壁氏の庶流の中には長岡氏の当主・長岡宣政率いる南朝方もおり、真壁宗家は近隣の南朝方や一族との骨肉の争いを余儀なくされた。これら南北朝をめぐる騒乱においては、真壁氏も甚大な犠牲を払い、真壁行幹の嫡男であった真壁智幹・満幹親子とその弟である真壁親幹が自刃し、行幹の次男の真壁幹重が家督を継いでいる。ただ、この時期の真壁氏の系図は混乱しており、最終的に宗家を継いだ真壁広幹は実は前述の美濃真壁氏の末裔（まつえい）である真壁政幹の孫で、室町幕府の動員によって東国に下った後に幕府の力を背景に鎌倉以来の惣領家を排除して宗家の地位を奪ったとするのが近年の有力説である。
その後、南北朝時代が終焉（しゅうえん）を迎えるとしばしの平穏が訪れたが、足利将軍家と鎌倉公方の対立が起こると、幕府は東国における親幕府勢力として佐竹氏一門の山入氏、小栗氏、結城氏、宇都宮氏、大掾氏、真壁氏を京都扶持衆と位置付け、真壁氏は幕府方の武将としての立場をとった。その関係で真壁氏も都鄙（とひ）の騒乱に巻き込まれ、真壁秀幹（広幹の孫）は上杉禅秀の乱および続く小栗氏の乱に与力した咎（とが）で鎌倉公方足利持氏から所領没収の処分を受けた。
秀幹および後を継いだ慶幹が鎌倉府の追討を受けて没落したことで、真壁氏再興を目指す2つの動きが生じた。1つは秀幹の甥である真壁朝幹によるもの、もう1つは秀幹の庶子である真壁氏幹である。朝幹は鎌倉公方である足利持氏に出仕してその奉公衆になることで赦免を受けて真壁荘一帯を与えられた。これに対して、氏幹はともに所領を没収されていた長岡氏や白井氏とともに持氏および朝幹に抵抗する。その後、永享の乱で鎌倉公方がいったん滅亡したことを機に、氏幹らは京都の室町幕府に朝幹を訴えた。ところが、足利成氏が鎌倉公方として再起すると、成氏の意向を受けて朝幹の勝訴に終わった。しかし、今度は享徳の乱が起きて成氏が下総国古河城に逃れて古河公方と称すると、朝幹は成氏方に氏幹は幕府方に加わった。ところが、朝幹は途中で幕府側に寝返り、一方の氏幹は信太荘の戦いで息子と共に戦死する。競合相手がいなくなった朝幹は将軍足利義政から真壁氏の当主として認められるが、その後も状況に応じて幕府方と成氏方との間で支持を転々としている。
真壁尚幹（久幹）は父・朝幹の方針を引き継いで享徳の乱を生き残ったが、古河公方・足利政氏と嫡男・足利高基が骨肉の争いを起こす（永正の乱）と、真壁氏は高基方にくみしたとされる。その後、真壁氏は結城氏と小田氏の争いにも巻き込まれ、結城方の武将としてくみして小田方の江戸氏と戦い、結城方勝利に貢献するなどの武功を挙げている。
その後戦国時代中期に入ると、真壁氏は真壁久幹の次男が佐竹義昭から偏諱を受けて真壁義幹と名乗り、一方で久幹の嫡男は北条氏政もしくは足利義氏の偏諱を受けて真壁氏幹と名乗るなど、佐竹氏や南関東を制圧した後北条氏との間をうまく渡り歩き、最終的には佐竹氏の家臣となって活躍した。
特に、真壁氏幹は武勇に秀で、佐竹家中において鬼真壁の異名をとるなどの活躍を見せたとされる。その後、戦国時代も終焉を迎えた17世紀初頭には、主君である佐竹義宣が関ヶ原の戦いに西軍方となった咎で出羽国秋田に転封となると、真壁氏はこれに随行した。

### 家系
- 宗家

平高望－平国香－平繁盛－多気維幹－多気為幹－多気重幹(繁幹)－多気致幹－多気直幹－真壁長幹－真壁友幹－真壁時幹－真壁盛時（成幹）－真壁行幹－真壁幹重－真壁高幹－真壁政幹－真壁広幹－真壁顕幹－真壁秀幹－真壁慶幹－真壁朝幹－真壁尚幹－真壁治幹－真壁家幹－真壁久幹－真壁氏幹－真壁房幹－真壁重幹－真壁幸幹－真壁充幹－真壁安幹

### 庶家
真壁氏の庶家。
- 北氏
- 西氏
- 南氏
- 東氏
- 長岡氏
- 西館氏
- 新白井氏
- 椎尾氏
- 古宇田氏
- 源法寺氏

## その他の真壁氏
陸奥国、出羽国、上野国、駿河国、和泉国、備中国にも、常陸真壁氏と異系統の氏族が存在する。